# Championnat de Super Formula 2019
Navigation
2018 2020
Le championnat de Super Formula 2019 est la 24e saison du principal championnat japonais de monoplaces et la 7e saison sous le nom de Super Formula. Comportant 7 courses, il démarre le 21 avril à Suzuka et se termine le 27 octobre sur ce même circuit.

## Écuries et pilotes
Toutes les écuries disposent des nouveaux châssis Dallara SF19 chaussés de pneumatiques Yokohama. En ce qui concerne les moteurs, les écuries ont toujours le choix entre Honda ou Toyota.
| Écuries                 | n° | Pilotes             | Moteurs | Manches |
| ----------------------- | -- | ------------------- | ------- | ------- |
| Docomo Dandelion Racing | 1  | Naoki Yamamoto      | Honda   | Toutes  |
| Docomo Dandelion Racing | 5  | Nirei Fukuzumi      | Honda   | Toutes  |
| Kondō Racing            | 3  | Kenta Yamashita     | Toyota  | Toutes  |
| Kondō Racing            | 4  | Yuji Kunimoto       | Toyota  | Toutes  |
| UOMO Sunoco Team LeMans | 7  | Artem Markelov      | Toyota  | 1–5     |
| UOMO Sunoco Team LeMans | 7  | Yuichi Nakayama     | Toyota  | 6–7     |
| UOMO Sunoco Team LeMans | 8  | Kazuya Ōshima       | Toyota  | Toutes  |
| Team Mugen              | 15 | Dan Ticktum         | Honda   | 1–3     |
| Team Mugen              | 15 | Patricio O'Ward     | Honda   | 4–6     |
| Team Mugen              | 15 | Jüri Vips           | Honda   | 7       |
| Team Mugen              | 16 | Tomoki Nojiri       | Honda   | Toutes  |
| Real Racing             | 17 | Tristan Charpentier | Honda   | 1       |
| Real Racing             | 17 | Koudai Tsukakoshi   | Honda   | 2–7     |
| carrozzeria Team KCMG   | 18 | Kamui Kobayashi     | Toyota  | Toutes  |
| Itochu Enex Team Impul  | 19 | Yuhi Sekiguchi      | Toyota  | Toutes  |
| Itochu Enex Team Impul  | 20 | Ryō Hirakawa        | Toyota  | Toutes  |
| Vantelin Team TOM'S     | 36 | Kazuki Nakajima     | Toyota  | Toutes  |
| Vantelin Team TOM'S     | 37 | Nick Cassidy        | Toyota  | Toutes  |
| JMS P.mu/Cerumo・INGING | 38 | Hiroaki Ishiura     | Toyota  | Toutes  |
| JMS P.mu/Cerumo・INGING | 39 | Sho Tsuboi          | Toyota  | Toutes  |
| B-MAX with Motopark     | 50 | Lucas Auer          | Honda   | Toutes  |
| B-MAX with Motopark     | 51 | Harrison Newey      | Honda   | Toutes  |
| TCS Nakajima Racing     | 64 | Álex Palou          | Honda   | Toutes  |
| TCS Nakajima Racing     | 65 | Tadasuke Makino     | Honda   | Toutes  |

## Calendrier
| Manche | Manche | Date         | Événement | Circuit                         | Lieu     | Pays                          |
| ------ | ------ | ------------ | --------- | ------------------------------- | -------- | ----------------------------- |
| 1      | 1      | 21 avril     | Suzuka    | Circuit de Suzuka               | Suzuka   | Préfecture de Mie, Japon      |
| 2      | 2      | 19 mai       | Autopolis | Autopolis                       | Kamitsue | Préfecture d'Ōita, Japon      |
| 3      | 3      | 23 juin      | SUGO      | Sportsland SUGO                 | Murata   | Préfecture de Miyagi, Japon   |
| 4      | 4      | 14 juillet   | Fuji      | Fuji Speedway                   | Oyama    | Préfecture de Shizuoka, Japon |
| 5      | 5      | 18 août      | Motegi    | Twin Ring Motegi                | Motegi   | Préfecture de Tochigi, Japon  |
| 6      | 6      | 29 septembre | Okayama   | Circuit international d'Okayama | Mimasaka | Préfecture d'Okayama, Japon   |
| 7      | 7      | 27 octobre   | Suzuka II | Circuit de Suzuka               | Suzuka   | Préfecture de Mie, Japon      |

## Résultats
| Manche | Manche | Événement | Pole position   | Meilleur tour   | Pilote vainqueur | Écurie gagnante         |
| ------ | ------ | --------- | --------------- | --------------- | ---------------- | ----------------------- |
| 1      | 1      | Suzuka    | Tadasuke Makino | Álex Palou      | Nick Cassidy     | Vantelin Team TOM'S     |
| 2      | 2      | Autopolis | Yuji Kunimoto   | Yuhi Sekiguchi  | Yuhi Sekiguchi   | Itochu Enex Team Impul  |
| 3      | 3      | SUGO      | Naoki Yamamoto  | Lucas Auer      | Naoki Yamamoto   | Docomo Dandelion Racing |
| 4      | 4      | Fuji      | Álex Palou      | Álex Palou      | Álex Palou       | TCS Nakajima Racing     |
| 5      | 5      | Motegi    | Álex Palou      | Artem Markelov  | Ryo Hirakawa     | Itochu Enex Team Impul  |
| 6      | 6      | Okayama   | Ryo Hirakawa    | Kamui Kobayashi | Kenta Yamashita  | Kondō Racing            |
| 7      | 7      | Suzuka II | Álex Palou      | Nick Cassidy    | Tomoki Nojiri    | Team Mugen              |

## Classements
Système de points
Sur chaque course, la pole position rapporte un point, tandis qu'aucun point n'est attribué pour le meilleur tour en course. Les points sont toujours attribués aux huit premiers pilotes classés. Cependant, les points attribués sur une course sont divisés par deux pendant les doubles manches, sauf pour la victoire qui rapporte huit points lors des deux dernières courses de Suzuka.
| Position | 1er | 2e | 3e | 4e | 5e | 6e | 7e | 8e | Pole |
| Points   | 10  | 8  | 6  | 5  | 4  | 3  | 2  | 1  | 1    |

| Position | 1er | 2e | 3e | 4e | 5e | 6e | 7e | 8e | Pole |
| Points   | 13  | 8  | 6  | 5  | 4  | 3  | 2  | 1  | 1    |

### Classement des pilotes
| Pos. | Pilote              | SUZ  | AUT  | SUG  | FUJ  | MOT  | OKA  | SUZ | Points |
| ---- | ------------------- | ---- | ---- | ---- | ---- | ---- | ---- | --- | ------ |
| 1    | Nick Cassidy        | 1    | 8    | 4    | 3    | 3    | 10   | 2   | 36     |
| 2    | Naoki Yamamoto      | 2    | 2    | 1    | 11   | 9    | 7    | 5   | 33     |
| 3    | Álex Palou          | Abd. | 6    | 13   | 1    | 4    | 4    | 19  | 26     |
| 4    | Tomoki Nojiri       | 4    | 18   | Abd. | 4    | 8    | 9    | 1   | 24     |
| 5    | Kenta Yamashita     | 3    | 7    | 6    | 17   | 13   | 1    | 9   | 21     |
| 6    | Kamui Kobayashi     | 9    | 10   | 2    | 6    | 2    | 18   | 12  | 19     |
| 7    | Nirei Fukuzumi      | 11   | 5    | 5    | 9    | 5    | Abd. | 3   | 18     |
| 8    | Yuhi Sekiguchi      | Abd. | 1    | 10   | 8    | 15   | 13   | 4   | 16     |
| 9    | Lucas Auer          | 7    | 11   | 3    | Abd. | 7    | 5    | 11  | 14     |
| 10   | Ryo Hirakawa        | Abd. | 14   | 11   | 12   | 1    | 12   | 8   | 12     |
| 11   | Sho Tsuboi          | 5    | 12   | Abd. | 2    | 17   | 11   | 10  | 12     |
| 12   | Kazuki Nakajima     | Abd. | 13   | 12   | 5    | 16   | 2    | 14  | 12     |
| 13   | Hiroaki Ishiura     | Abd. | 9    | 7    | 7    | 6    | Abd. | 6   | 10     |
| 14   | Kazuya Oshima       | 12   | 3    | 17   | 13   | 11   | 8    | 17  | 7      |
| 15   | Harrison Newey      | Abd. | 17   | Abd. | 16   | 19   | 3    | 20  | 6      |
| 16   | Tadasuke Makino     | Abd. | 4    | 14   | 10   | Abd. | 17   | 13  | 6      |
| 17   | Yuji Kunimoto       | 6    | 16   | 8    | 15   | 10   | 16   | 15  | 5      |
| 18   | Patricio O'Ward     |      |      |      | 14   | 14   | 6    |     | 3      |
| 19   | Koudai Tsukakoshi   |      | 15   | 9    | 18   | 18   | 14   | 7   | 2      |
| 20   | Dan Ticktum         | 8    | Abd. | 15   |      |      |      |     | 1      |
| 21   | Artem Markelov      | 10   | Abd. | 16   | 19   | 12   |      |     | 0      |
| 22   | Yuichi Nakayama     |      |      |      |      |      | 15   | 16  | 0      |
| 23   | Jüri Vips           |      |      |      |      |      |      | 18  | 0      |
| –    | Tristan Charpentier | Abd. |      |      |      |      |      |     | 0      |

| Couleur  | Résultat                       |
| -------- | ------------------------------ |
| Or       | Vainqueur                      |
| Argent   | 2e place                       |
| Bronze   | 3e place                       |
| Vert     | Classé dans les points         |
| Bleu     | Classé hors des points         |
| Bleu     | Non classé (Nc.)               |
| Violet   | Abandon (Abd.)                 |
| Rouge    | Non qualifié (Nq.)             |
| Rouge    | Non pré-qualifié (Npq.)        |
| Noir     | Disqualifié (Dsq.)             |
| Blanc    | Non partant (Np.)              |
| Blanc    | Forfait (Forf.)                |
| Blanc    | Course annulée (A)             |
| Neutre   | Non présent                    |
| Neutre   | Exclu (Ex.)                    |
| Gras     | Pole position                  |
| Italique | Meilleur tour en course        |
| †        | Classé sans terminer la course |
| 1 2 3 …  | Classement dans la catégorie   |

### Classement des écuries
| Pos. | Écurie                     | n° | SUZ  | AUT  | SUG  | FUJ  | MOT  | OKA  | SUZ | Points |
| ---- | -------------------------- | -- | ---- | ---- | ---- | ---- | ---- | ---- | --- | ------ |
| 1    | Docomo Dandelion Racing    | 1  | 2    | 2    | 1    | 11   | 9    | 5    | 5   | 50     |
| 1    | Docomo Dandelion Racing    | 5  | 11   | 5    | 5    | 9    | 5    | Abd. | 3   | 50     |
| 2    | Vantelin Team TOM'S        | 36 | Abd. | 13   | 12   | 5    | 16   | 2    | 14  | 48     |
| 2    | Vantelin Team TOM'S        | 37 | 1    | 8    | 4    | 3    | 3    | 10   | 2   | 48     |
| 3    | TCS Nakajima Racing        | 64 | Abd. | 6    | 13   | 1    | 4    | 4    | 19  | 28     |
| 3    | TCS Nakajima Racing        | 65 | Abd. | 4    | 14   | 10   | Abd. | 17   | 13  | 28     |
| 4    | Itochu Enex Team Impul     | 19 | Abd. | 1    | 10   | 8    | 15   | 13   | 4   | 27     |
| 4    | Itochu Enex Team Impul     | 20 | Abd. | 14   | 11   | 12   | 1    | 12   | 8   | 27     |
| 5    | Team Mugen                 | 15 | 8    | Abd. | 15   | 14   | 14   | 6    | 18  | 25     |
| 5    | Team Mugen                 | 16 | 4    | 18   | Abd. | 4    | 8    | 9    | 1   | 25     |
| 6    | Kondō Racing               | 3  | 3    | 7    | 6    | 17   | 13   | 1    | 9   | 25     |
| 6    | Kondō Racing               | 4  | 6    | 16   | 8    | 15   | 10   | 16   | 15  | 25     |
| 7    | JMS P.mu/Cerumo・INGING    | 38 | Abd. | 9    | 7    | 7    | 6    | Abd. | 6   | 22     |
| 7    | JMS P.mu/Cerumo・INGING    | 39 | 5    | 12   | Abd. | 2    | 17   | 11   | 10  | 22     |
| 8    | B-MAX Racing with Motopark | 50 | 7    | 11   | 3    | Abd. | 7    | 5    | 11  | 20     |
| 8    | B-MAX Racing with Motopark | 51 | Abd. | 17   | Abd. | 16   | 19   | 3    | 20  | 20     |
| 9    | carrozzeria Team KCMG      | 18 | 9    | 10   | 2    | 6    | 2    | 18   | 12  | 19     |
| 10   | UOMO Sunoco Team LeMans    | 7  | 10   | Abd. | 16   | 19   | 12   | 15   | 16  | 7      |
| 10   | UOMO Sunoco Team LeMans    | 8  | 12   | 3    | 17   | 13   | 11   | 8    | 17  | 7      |
| 11   | Real Racing                | 17 | Abd. | 15   | 9    | 18   | 18   | 14   | 7   | 2      |